# 19. říjen
19. říjen je 292. den roku podle gregoriánského kalendáře (293. v přestupném roce). Do konce roku zbývá 73 dní. Svátek slaví Michaela.

## Události

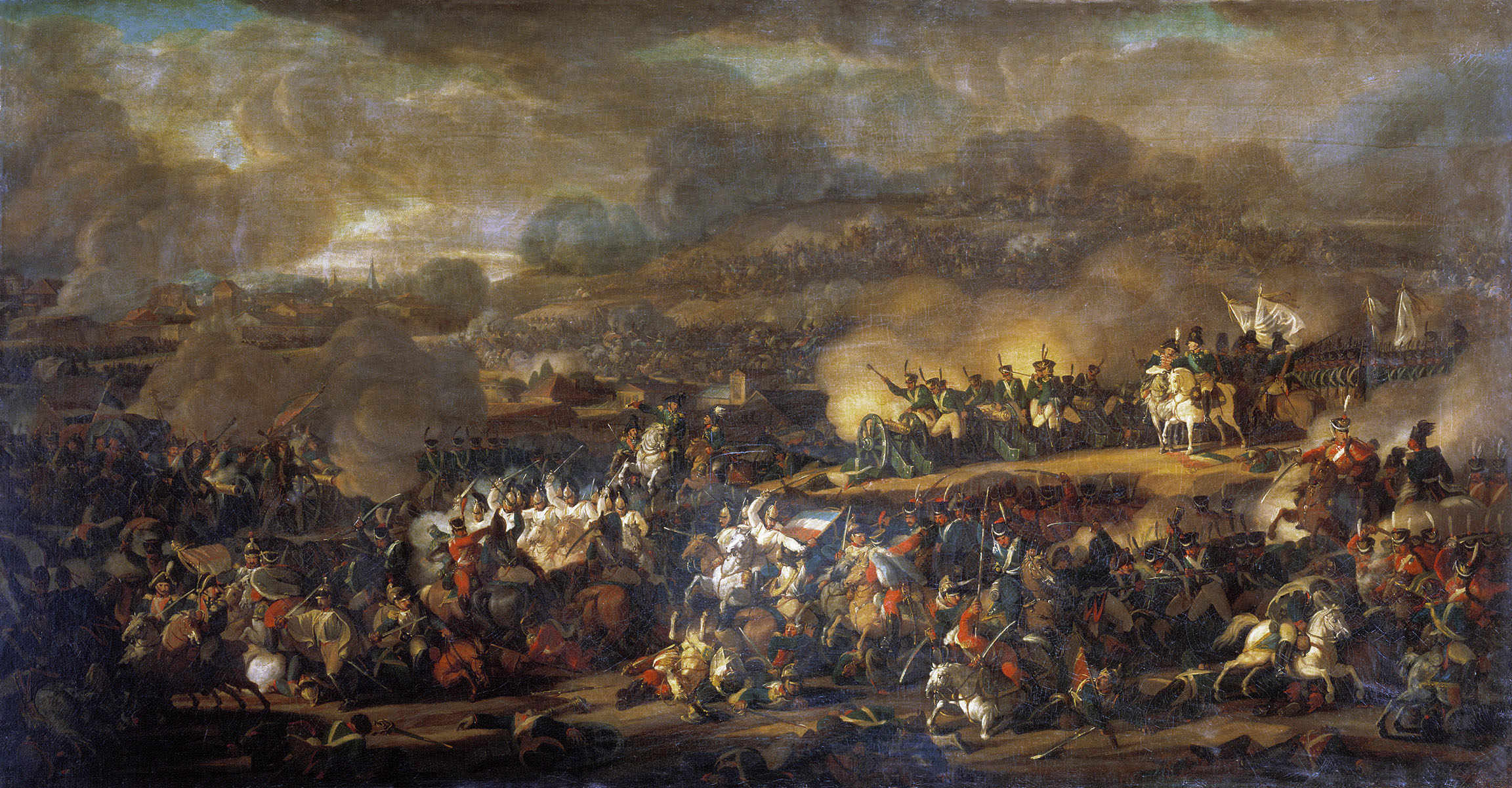
Bitva u Lipska (16.–19.10.1813)

Streptomycin – strukturní vzorec

### Česko
- 1934 – Premiéra hry V+W Kat a blázen v Osvobozeném divadle v Praze.
- 1999
  - Divadlo ABC v Praze znovu otevřeno.
  - Automobilka Škoda Auto zahájila v mateřském závodě Mladá Boleslav sériovou výrobu malého kompaktního automobilu Škoda Fabia, kterým nahradila dosavadní ikonický model Škoda Felicia.

### Svět
- 202 př. n. l. – Bitva u Zamy, druhá punská válka končí porážkou Kartága.
- 1466 – Druhý toruňský mír 1466 ukončil Třináctiletou válku mezi Polskem a Řádem německých rytířů.
- 1469 – Svatba Isabely Kastilské a Ferdinanda II. Aragonského připravila půdu k faktickému sjednocení Španělska.
- 1512 – Martin Luther se stal doktorem teologie (Doctor in Biblia).
- 1781 – Kapitulace v Yorktownu: britské vojsko v čele s generálem Cornwallisem se vzdalo Američanům a Francouzům, což znamenalo faktický konec americké války za nezávislost.
- 1789 – John Jay se stal prvním předsedou Nejvyššího soudu USA.
- 1813 – francouzský císař Napoleon poražen v bitvě u Lipska, nazývané též bitva národů
- 1914 – V rámci první světové války byla započata  první bitva u Yper.
- 1943 – Doktorand Albert Schatz v laboratořích Rutgers University objevil antibiotikum streptomycin, účinkující proti tuberkulóze. (Nobelovu cenu za tento objev však dostal roku 1952 Schatzův profesor Selman Waksman, přičemž Schatzův podíl na objevu byl oceněn až po 40 letech).
- 1956 – Sovětský svaz a Japonsko, ve válečném stavu od srpna 1945, spolu uzavřeli dohodu o příměří.
- 1959 – První použití tzv. speciální angličtiny.
- 1960 – Spojené státy americké uvalily na Kubu prakticky absolutní obchodní embargo, které je dodnes v platnosti.
- 1987 – Černé pondělí na newyorské burze, Dow Jonesův index spadl o 22 %, resp. o 508 bodů.
- 2003 – Matka Tereza je blahořečena Janem Pavlem II.
- 2005 – Začal soud se Saddámem Husajnem.
- 2014 – Blahořečen papež Pavel VI.

## Narození

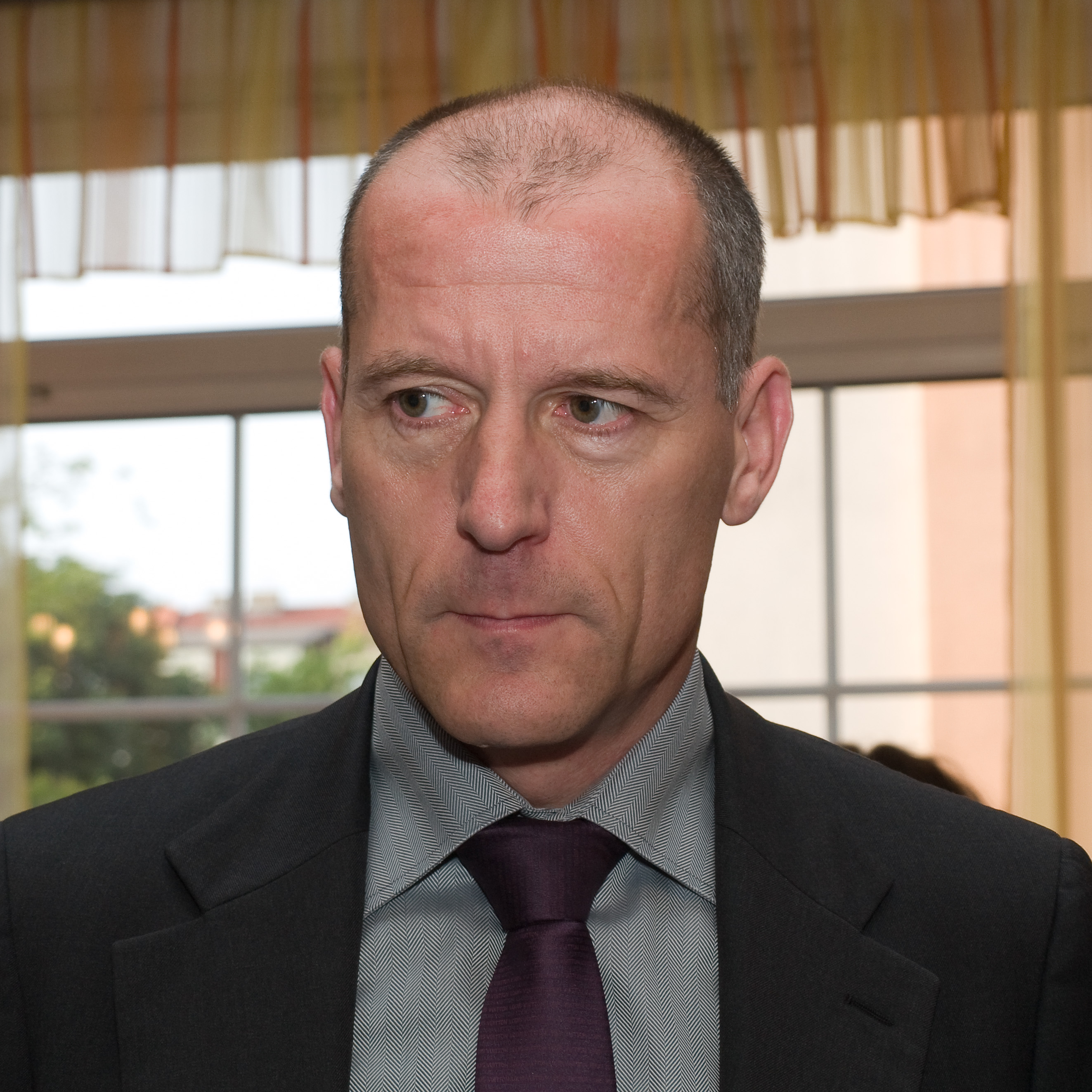
Zdeněk Tůma (* 1960)

### Česko
- 1810 – Emanuel Max, česko-německý sochař († 21. února 1901)
- 1812 – Vendelín Grünwald, právník a politik († 23. května 1885)
- 1821 – Charlotte Weyrother-Mohr Piepenhagen, česká malířka a významná mecenáška († 3. ledna 1902)
- 1824 – František Pivoda, moravský učitel zpěvu a hudební kritik († 4. ledna 1898)
- 1847 – Vendelín Budil, herec, režisér, divadelní historik a překladatel († 26. března 1928)
- 1849 – Napoleon Manuel Kheil, český entomolog († 1. listopadu 1923)
- 1881 – Otakar Griese, hermetik, astrolog, spisovatel († 2. října 1932)
- 1855 – Jan Rozkošný, český národohospodář a politik († 27. března 1947)
- 1891 – Josef Krosnář, československý politik, ministr československých vlád († 25. prosince 1968)
- 1893 – Josef Grus, architekt († 19. března 1972)
- 1896 – Marie Glabazňová, spisovatelka, učitelka a katolická básnířka († 22. června 1980)
- 1899 – Erich Übelacker, automobilový konstruktér († 30. června 1977)
- 1900 – Karel Pavlík, voják a odbojář (popraven 26. ledna 1943)
- 1907 – Otokar Balcar, teolog († 11. února 1983)
- 1908 – Josef Jílek, kněz a odbojář (popraven 20. dubna 1945)
- 1910 – Věra Lišková-Traubová, česká literární kritička († 20. listopadu 1944)
- 1919
  - Stanislav Hlučka, generál, stíhací pilot, politický vězeň († 15. října 2008)
  - Arnošt Lamprecht, jazykovědec († 2. května 1985)
- 1923 – Josef Prošek, český umělecký fotograf († 9. prosince 1992)
- 1924 – Lubomír Štrougal, československý premiér
- 1929 – Dagmar Burešová, ministryně spravedlnosti († 30. června 2018)
- 1935 – Miroslav Vlach, československý hokejový útočník († 8. prosince 2001)
- 1942 – Vojtěch Bartek, český fotograf a pedagog († 10. března 2013)
- 1946 – Miloš Rejchrt, evangelický farář a disident
- 1960 – Zdeněk Tůma, bývalý guvernér ČNB (2000-2010)
- 1961 – Zuzana Bydžovská, herečka
- 1971 – Luisa Nováková, spisovatelka, překladatelka a výtvarnice
- 1977 – Milan Studnička, sportovec, filosof, lektor seminářů o rozvoji osobnosti
- 1979 – Michala Mrůzková, kajakářka
- 1983 – Lukáš Milo, běžec na 100 m

### Svět

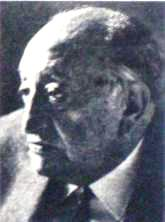
Miguel Ángel Asturias (* 1899)

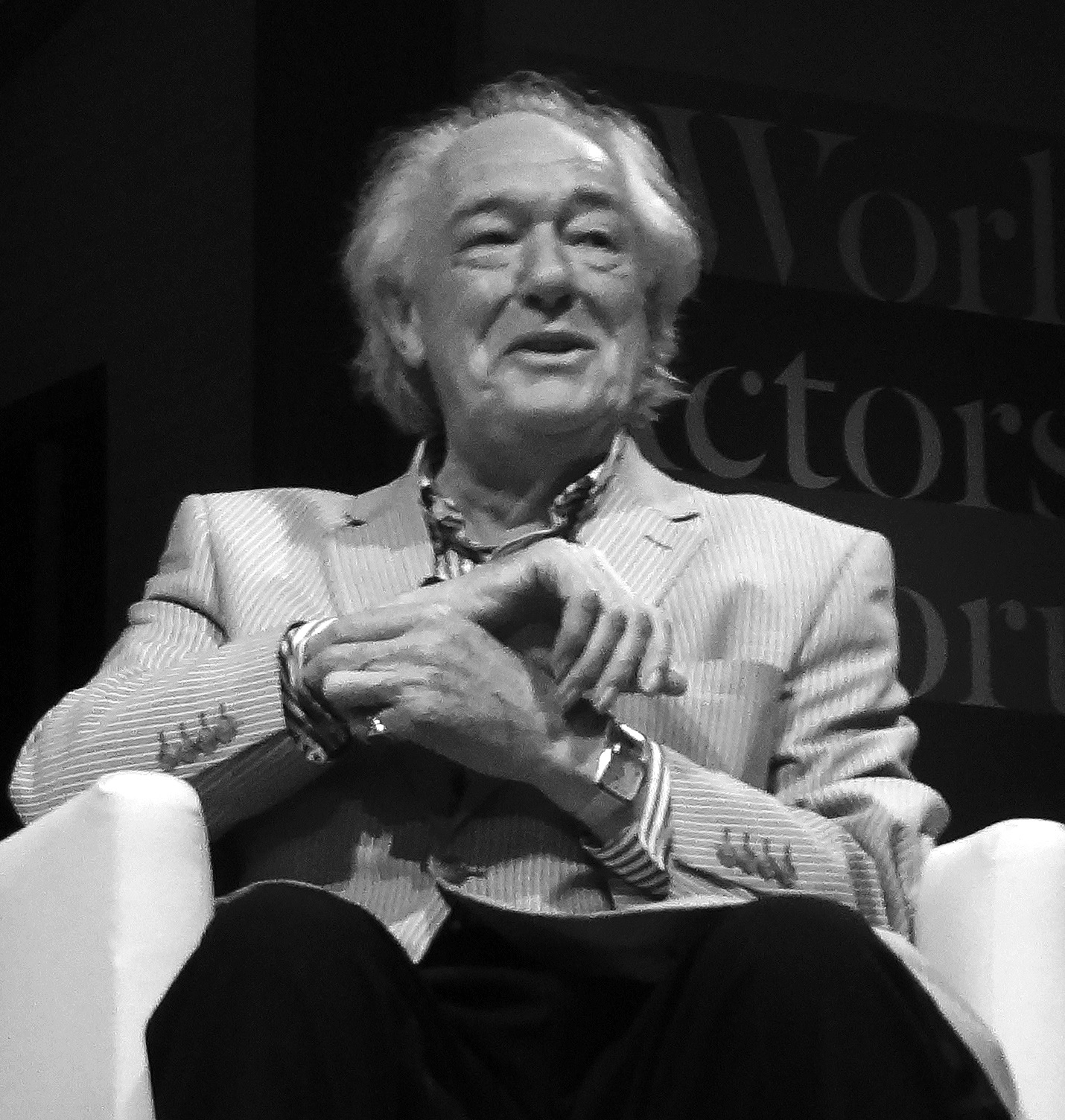
Michael Gambon (* 1940)

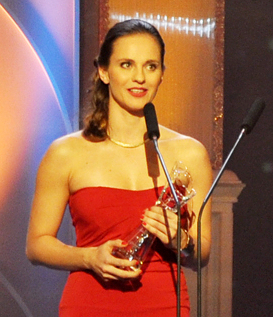
Danka Barteková (* 1984)

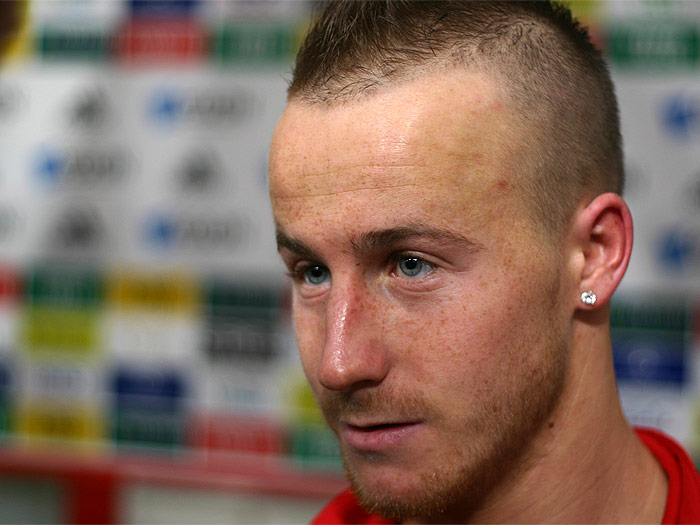
Miroslav Stoch (* 1989)

- 1433 – Marsilio Ficino, italský filosof a lékař († 1. října 1499)
- 1507 – Viglius van Zuichem, nizozemský státník († 5. května 1577)
- 1605 – Thomas Browne, anglický lékař, básník a filozof († 19. října 1682)
- 1610 – James Butler, 1. vévoda z Ormonde, anglický státník a irský šlechtic († 21. července 1688)
- 1658 – Adolf Fridrich II. Meklenbursko-Střelický, meklenbursko-střelický vévoda († 12. května 1708)
- 1669 – Wirich Daun, rakouský císařský polní maršál († 30. července 1741)
- 1688 – Antonio Corradini, benátský sochař období rokoka († 12. srpna 1752)
- 1746 – Christian Febiger, dánsko-americký voják a politik († 20. září 1796)
- 1748 – Martha Wayles Skelton Jefferson, manželka prezidenta USA Thomase Jeffersona († 6. září 1782)
- 1763 – Josef Karel z Ditrichštejna, první guvernér Rakouské národní banky († 17. září 1825)
- 1809 – Eduard Isaac Asser, nizozemský průkopník fotografie († 21. září 1894)
- 1839 – Jane Morris, anglická modelka († 26. ledna 1914)
- 1862 – Auguste Marie Lumière, francouzský filmový tvůrce († 10. dubna 1954)
- 1866 – Lothar Schreyer, německý malíř († 18. června 1966)
- 1871 – Fjodor Dan, ruský politik-menševik († 22. ledna 1947)
- 1872 – Jacques E. Brandenberger, švýcarský chemik, vynálezce celofánu († 13. července 1954)
- 1875 – Avetik Isahakjan, arménský básník († 17. října 1957)
- 1878 – František Grivec, slovinský jazykovědec a teolog († 26. června 1963)
- 1882
  - Umberto Boccioni, italský malíř, sochař a kritik, představitel futurismu († 16. srpna 1916)
  - Tapa Čermojev, čečenský politik († 28. srpna 1937)
- 1886 – Lothar Schreyer, německý malíř († 18. června 1966)
- 1889 – Adléta Šlesvicko-Holštýnsko-Sonderbursko-Glücksburská, kněžna ze Solms-Baruth († 11. června 1964)
- 1892 – Hermann Knaus, rakouský chirurg a gynekolog († 22. srpna 1970)
- 1895 – Lewis Mumford, americký historik, sociolog a filozof († 26. ledna 1990)
- 1897 – Vlado Černozemski, bulharský atentátník († 9. října 1934)
- 1898 – Mieczysław Szczuka, polský avantgardní umělec († 13. srpna 1927)
- 1899 – Miguel Ángel Asturias, guatemalský spisovatel, nositel Nobelovy ceny († 9. července 1974)
- 1901 – Ľudo Ondrejov, slovenský spisovatel († 18. března 1962)
- 1902 – Giovanni Gozzi, italský zápasník († 11. srpna 1976)
- 1903
  - Jisra'el Amir, první velitel izraelského letectva († 1. listopadu 2002)
  - Jean Delsarte, francouzský matematik († 28. listopadu 1968)
- 1908 – Zofia Lissa, polská muzikoložka († 26. března 1980)
- 1910 – Subrahmanyan Chandrasekhar, fyzik indického původu, nositel Nobelovy ceny († 21. srpna 1995)
- 1914 – Alfonz Bednár, slovenský spisovatel († 9. listopadu 1989)
- 1916
  - Emil Gilels, ruský klavírista († 14. října 1985)
  - Karl-Birger Blomdahl, švédský hudební skladatel († 14. června 1968)
  - Endre Vészi, maďarský spisovatel a novinář († 9. července 1987)
  - Jean Dausset, francouzský lékař a imunolog, Nobelova cena 1980 († 6. června 2009)
- 1918
  - Aleksandr Galič, ruský básník, scenárista, dramatik, písničkář a disident († 15. prosince 1977)
  - Russell Kirk, americký politický filosof a historik († 29. dubna 1994)
- 1919 – Mikuláš Huba, slovenský herec († 12. října 1986)
- 1921 – Gunnar Nordahl, švédský fotbalista († 15. září 1995)
- 1926 – Eta Linnemannová, německá profesorka teologie († 2001)
- 1927 – Jean-Marie Bastien-Thiry, francouzský důstojník, popravený za pokus o svržení de Gaulla († 11. října 1963)
- 1928 – Borisav Jović, jugoslávský komunistický politik
- 1929 – Michail Petrovič Simonov, ruský letecký konstruktér († 4. března 2011)
- 1931 – John le Carré, britský spisovatel († 12. prosince 2020)
- 1933 – Geraldo Majella Agnelo, brazilský kardinál
- 1934 – Yakubu Gowon, nigerijský voják a politik
- 1936 – Vincent Šikula, slovenský spisovatel a básník († 16. června 2001)
- 1937 – Teresa Ciepły, polská sprinterka, olympijská vítězka († 8. března 2006)
- 1939
  - Wu Tchien-ming, čínský filmový režisér († 4. března 2014)
  - Peter Latz, německý zahradní architekt
- 1940 – Michael Gambon, britský herec († 27. září 2023)
- 1942 – Péter Medgyessy, maďarský politik
- 1944 – Peter Tosh, jamajský zpěvák, skladatel, kytarista († 11. září 1987)
- 1945
  - John Lithgow, americký herec
  - Angus Deaton, skotský a americký mikroekonom, Nobelova cena 2015
- 1946
  - Philip Pullman, britský spisovatel fantasy
  - Keith Reid, anglický textař
- 1950 – Patrick Cowley, americký hudební skladatel a instrumealinsta
- 1954
  - Roberto Battelli, slovinský politik italského původu
  - Ken Stott, skotský herec
- 1956
  - Carlo Urbani, italský lékař, který identifikoval SARS († 29. března 2003)
  - Jasna Kolar-Merdanová, rakouská házenkářka
- 1958 – Michael S. Steele, americký politik
- 1959 – Nir Barkat, izraelský podnikatel a politik
- 1961 – Moustapha Guèye, senegalský zápasník
- 1962
  - Evander Holyfield, americký boxer
  - Vladimír Svitek, slovenský hokejista († 17. února 2020)
- 1963 – Laurent Belgický, druhorozený syn belgického krále Alberta II.
- 1965 – Lucio Topatigh, italský lední hokejista
- 1966 – Tristan Nitot, prezident Mozilla Europe
- 1969 – Trey Parker, americký scenárista, režisér, producent a herec
- 1976
  - André Bucher, švýcarský běžec na 800 m
  - Ko San, jihokorejský výzkumník umělé inteligence a robotiky
- 1978 – Enrique Bernoldi, brazilský automobilový závodník
- 1981 – Heikki Kovalainen, finský pilot Formule 1
- 1982 – Gillian Jacobs, americká herečka
- 1983
  - Boyd Gordon, kanadský hokejista
  - Dimitri Tatanašvili, gruzínský fotbalista
- 1984
  - Jérémy Châtelain, francouzský zpěvák, herec a módní návrhář
  - Danka Barteková, slovenská sportovní střelkyně
- 1986 – Monday James, nigerijský fotbalista
- 1989 – Miroslav Stoch, slovenský fotbalista
- 1991
  - Adam Friberg, švédský profesionální hráč CS:GO
  - Faf de Klerk, jihoafrický ragbista

## Úmrtí

### Česko

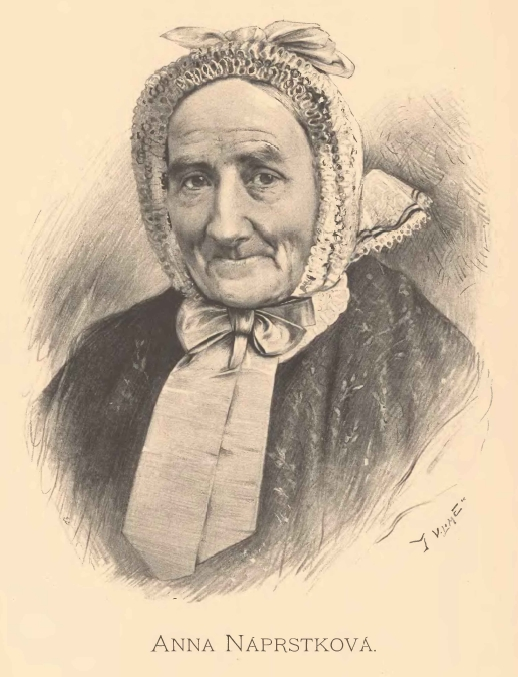
Anna Náprstková († 1873)

- 1871 – Josef Kranner, český architekt (* 13. června 1801)
- 1873 – Anna Náprstková, podnikatelka a filantropka (* 24. dubna 1788)
- 1893 – Jan Pravoslav Přibík, učitel a spisovatel (* 4. dubna 1811)
- 1895 – Jindřich Václav Čapek, sochař (* 4. března 1837)
- 1925 – František Kvapil, básník a překladatel (* 16. února 1855)
- 1930 – František Wald, profesor fyzikální chemie, rektor ČVUT (* 9. ledna 1861)
- 1942
  - Eduard Neumann, lékař, překladatel (* 1. dubna 1868)
  - Jan Trampota, malíř-krajinář (* 21. května 1889)
- 1944 – Josef Bierský, voják-člen odboje (* 19. března 1920)
- 1949 – Adolf Adámek, důstojník a entomolog (* 1903)
- 1966 – Josef Laufer, sportovní redaktor (* 20. dubna 1891)
- 1985 – František Hrobař, pedagog, botanik a ornitolog (* 2. června 1893)
- 1986 – Oldřich Lipský, režisér, herec a scenárista (* 4. července 1924)
- 1987 – Ervína Brokešová, houslistka (* 27. ledna 1900)
- 1989
  - Lev Šimák, český malíř (* 3. března 1896)
  - Karel Václav Štěpka, hudební skladatel a sbormistr (* 31. května 1908)
- 1990 – Hanka Krawcec, lužickosrbská výtvarnice (* 13. března 1901)
- 1994 – Oldřich Černík, reformní komunistický politik (* 27. října 1921)
- 1996 – Jan Pilař, spisovatel, básník a literární kritik (* 9. září 1917)
- 2009 – Vladimír Klokočka, právník a vysokoškolský pedagog (* 23. dubna 1929)
- 2014 – Miloslava Rezková, olympijská vítězka a mistryně Evropy ve skoku do výšky (* 22. července 1950)
- 2020 – Jana Andresíková, herečka (* 2. dubna 1941)

### Svět

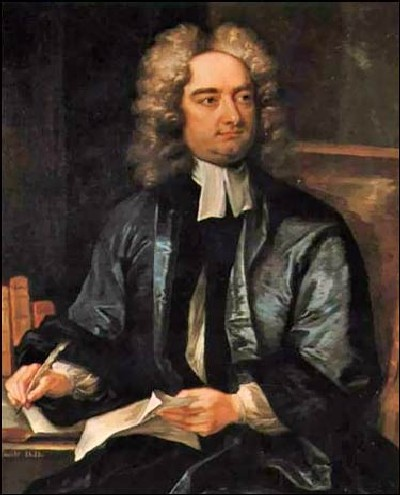
Jonathan Swift († 1745)

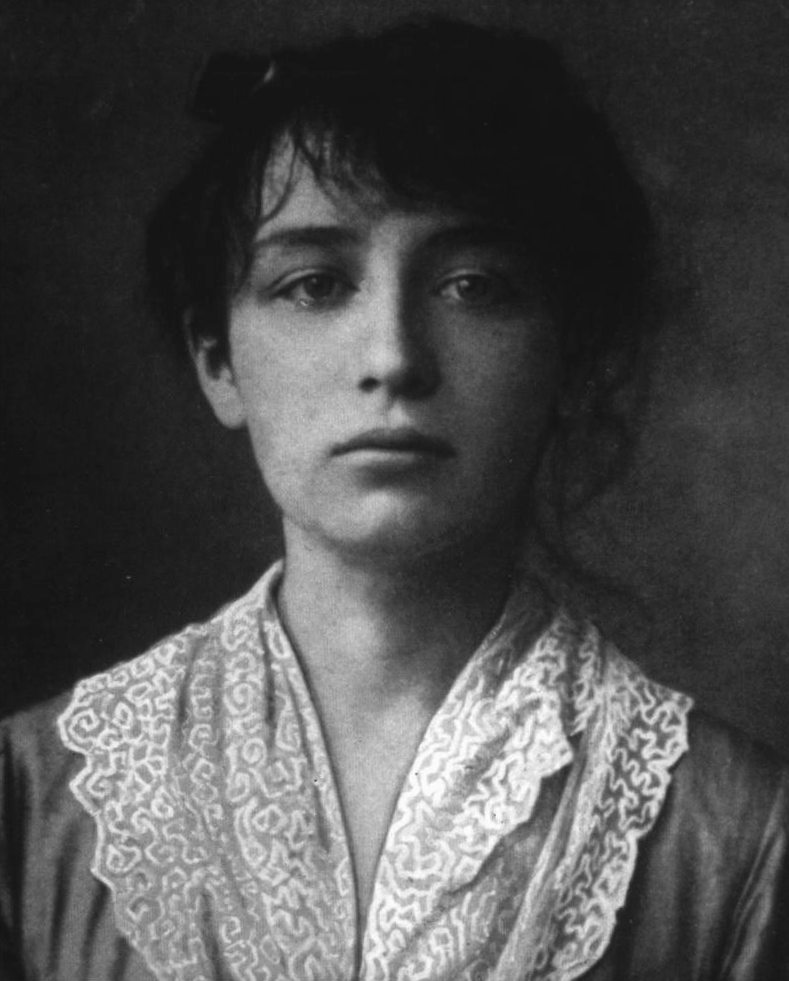
Camille Claudelová († 1943)

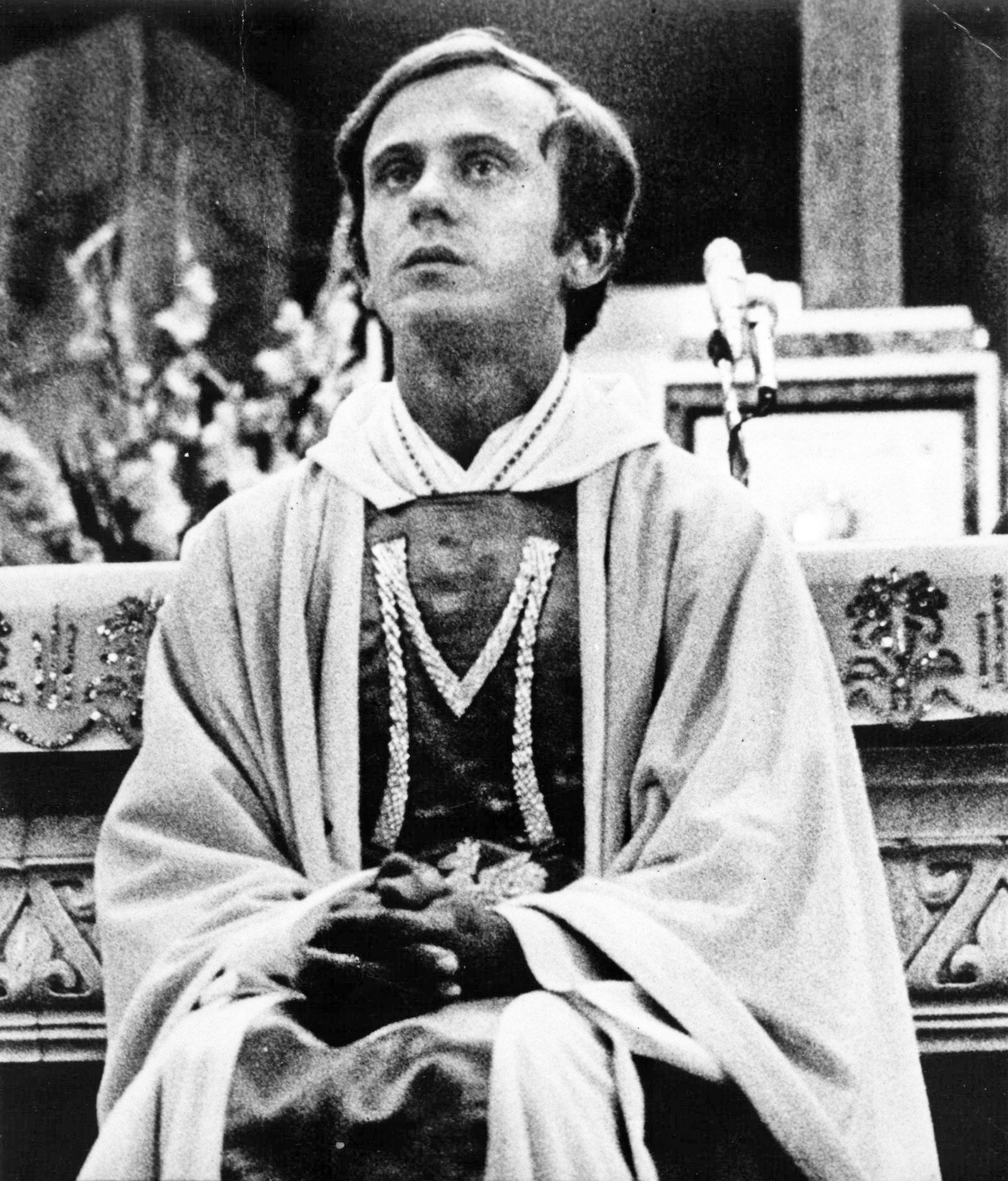
Jerzy Popiełuszko († 1984)

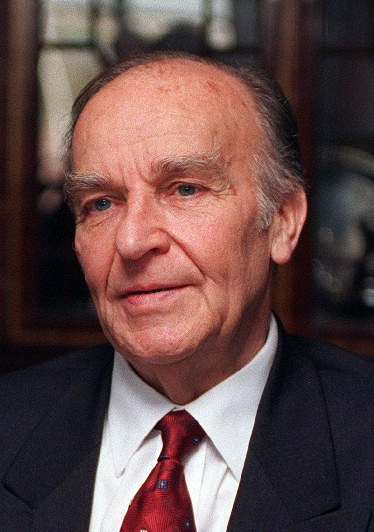
Alija Izetbegovič († 2003)

- 1287 – Bohemund VII. z Tripolisu, antochijský kníže (* 1261)
- 1331 – Beatrix Savojská, korutanská vévodkyně (* cca 1310)
- 1609 – Jakub Arminius, holandský teolog, zakladatel arminianismu (* 10. října 1560)
- 1627 – Wej Čung-sien, eunuch, vládce Číny (* 1568)
- 1682 – Thomas Browne, anglický lékař, básník a filozof (* 19. října 1605)
- 1691 – Isaac de Benserade, francouzský básník (* 15. října 1612)
- 1695 – Jakub Haško, nitranský biskup, vlastenec a mecenáš (* 27. dubna 1622)
- 1745 – Jonathan Swift, irský spisovatel (* 30. listopadu 1667)
- 1806 – Henry Kirke White, anglický básník (* 21. března 1785)
- 1813 – Józef Antoni Poniatowski, polský šlechtic a vojevůdce (* 7. května 1763)
- 1826 – François-Joseph Talma, francouzský herec (* 15. ledna 1763)
- 1835 – Intecu Akaboši, japonský hráč go (* 1810)
- 1843 – Louis-Barthélémy Pradher, francouzský skladatel, klavírista a hudební pedagog (* 16. prosince 1782)
- 1846 – Giuseppe Venturoli, italský inženýr (* 21. ledna 1768)
- 1851 – Marie Terezie Bourbonská, francouzská princezna (* 19. prosince 1778)
- 1856 – Saíd bin Sultán, vládce sultanátu Maskat a Omán (* 5. června 1797)
- 1867 – James South, anglický astronom (* říjen 1785)
- 1870 – Imre Frivaldszky, uherský botanik, zoolog, entomolog a lékař (* 6. února 1799)
- 1875 – Charles Wheatstone, britský vědec a vynálezce (* 6. února 1802)
- 1887 – José Rodrigues, portugalský malíř (* 16. července 1828)
- 1889 – Ludvík I. Portugalský, král Portugalska (* 31. října 1838)
- 1897 – Berthold Englisch, rakouský šachista (* 9. července 1851)
- 1906 – Karl Pfizer, německý chemik (* 22. března 1824)
- 1909 – Cesare Lombroso, italský lékař, biolog a kriminolog (* 6. listopadu 1835)
- 1910 – Luigi Lucheni, italský anarchista a vrah (* 22. dubna 1873)
- 1911 – Eugene Burton Ely, americký průkopník letectví (* 21. října 1886)
- 1914 – Robert Hugh Benson, anglický kněz a spisovatel (* 18. listopadu 1871)
- 1920 – John Reed, americký komunistický novinář (* 22. října 1887)
- 1926 – Victor Babeş, rumunský lékař, biolog a bakteriolog (* 4. července 1854)
- 1933 – Oskari Friman, finský zápasník, olympijský vítěz (* 27. ledna 1893)
- 1934
  - Johan Joseph Aarts, nizozemský malíř (* 18. srpna 1871)
  - Alexandr von Kluck, německý generál v první světové válce (* 20. května 1846)
- 1936 – Lu Sün, čínský spisovatel (* 25. září 1881)
- 1937
  - Alexej Vasiljevič Hanzen, ruský malíř (* 2. února 1876)
  - Ernest Rutherford, skotský fyzik a chemik nositel Nobelovy ceny za chemii (1908) (* 30. srpna 1871)
- 1938
  - Boris Stěpanovič Žitkov, ruský sovětský spisovatel (* 11. září 1882)
  - Arsen Karađorđević, srbský a jugoslávský princ (* 17. dubna 1859)
- 1942 – Vladimír Sýkora, slovenský dramatik, divadelní kritik a režisér (* 9. ledna 1913)
- 1943 – Camille Claudelová, francouzská sochařka a grafička (* 8. prosince 1864)
- 1944
  - Dénes Kőnig, maďarský matematik (* 21. září 1884)
  - Erich Koch-Weser, německý politik Výmarské republiky (* 26. února 1875)
  - František Zelenka, architekt (* 8. července 1904)
  - Vojtěch Hampl, československý politik (* 8. dubna 1872)
- 1952
  - Ernst Streeruwitz, rakouský kancléř (* 23. září 1874)
  - Edward S. Curtis, americký antropolog a fotograf (* 16. února 1868)
- 1957 – Vere Gordon Childe, australský archeolog (* 14. dubna 1892)
- 1961 – Sergio Osmeña, 2. prezident Filipínského společenství (* 9. září 1878)
- 1970 – Lázaro Cárdenas del Río, mexický generál a prezident (* 21. května 1895)
- 1972 – Saíd bin Tajmúr, sultán Maskatu a Ománu (* 13. srpna 1910)
- 1977 – Vladimír Bahna, slovenský filmový režisér, scenárista a dramaturg (* 25. července 1914)
- 1980 – Georg Rasch, dánský matematik (* 21. září 1901)
- 1982 – Iorwerth Peate, velšský básník (* 27. února 1901)
- 1983 – Maurice Bishop, grenadský levicový politik a revolucionář, popraven svými odpůrci (* 29. květen 1944)
- 1984
  - Henri Michaux, francouzský malíř, spisovatel a básník (* 24. května 1899)
  - Jerzy Popiełuszko, polský kněz angažovaný v Solidaritě, zabit tajnou policií (* 14. září 1947)
- 1987 – Jacqueline du Pré, anglická violoncellistka (* 26. ledna 1945)
- 1988 – Son House, americký bluesový kytarista a zpěvák (* 21. března 1902)
- 1990
  - Hanka Krawcec, lužickosrbská výtvarnice (* 13. března 1901)
  - Chajim Gvati, izraelský politik (* 29. ledna 1901)
- 1992 – Arthur Wint, jamajský běžec, dvojnásobný olympijský vítěz (* 25. května 1920)
- 1994 – Nyánaponika Maháthera, německý buddhistický mnich (* 21. července 1901)
- 1995
  - Jaroslav Rudnyckyj, ukrajinsko-kanadský lingvista a lexikograf (* 18. listopadu 1910)
  - Don Cherry, americký trumpetista a kornetista (* 18. listopadu 1936)
- 1999 – Nathalie Sarrautová, francouzská spisovatelka (* 18. července 1902)
- 2002 – Nikolaj Rukavišnikov, ruský kosmonaut (* 18. září 1932)
- 2003 – Alija Izetbegović, první prezident Bosny a Hercegoviny (* 8. srpna 1925)
- 2004 – Kenneth Iverson, kanadský informatik (* 17. prosince 1920)
- 2007 – Jan Wolkers, nizozemský spisovatel, sochař a malíř (* 26. října 1925)
- 2013
  - Ronald Shannon Jackson, americký bubeník (* 12. ledna 1940)
  - Viktor Cybulenko, sovětský oštěpař, olympijský vítěz (* 13. července 1930)
  - John Bergamo, americký perkusionista a hudební skladatel (* 28. května 1940)
- 2014
  - Alfred Wertheimer, fotograf (* 16. listopadu 1929)
  - Raphael Ravenscroft, britský saxofonista (* 4. června 1954)
  - František Kele, slovenský cestovatel a geograf (* 1936)

## Svátky

### Česko
| 19. říjen v pražském KlementinuÚdaje jsou platné k 11. 3. 2025. | 19. říjen v pražském KlementinuÚdaje jsou platné k 11. 3. 2025. | 19. říjen v pražském KlementinuÚdaje jsou platné k 11. 3. 2025. |
| minimum                                                         | denní průměr                                                    | maximum                                                         |
| --------------------------------------------------------------- | --------------------------------------------------------------- | --------------------------------------------------------------- |
| −2,1 °C (1778)                                                  | 9,6 °C (od 1961)                                                | 23,8 °C (1954)                                                  |

- Michaela, Michala
- Joel

### Svět
- Albánie – Den Matky Terezy